# 5181 SURF
Az 5181 SURF (ideiglenes jelöléssel 1989 GO) a Naprendszer kisbolygóövében található aszteroida. Eleanor F. Helin fedezte fel 1989. április 7-én.